# Heinrich Moritz Gaede

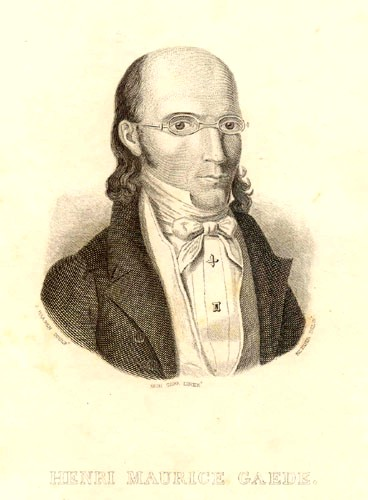
Heinrich Moritz Gaede

Heinrich Moritz Gaede, auch Gäde und französisch Henri Gaede (* 26. März 1796 in Kiel, Herzogtum Holstein; † 2. Januar 1834 in Lüttich) war ein deutscher Zoologe und Botaniker. Sein offizielles botanisches Autorenkürzel lautet „Gaede“.

## Studium
Gaede studierte in Kiel bei Christian Rudolf Wilhelm Wiedemann, einem Medizinprofessor, der auch als Entomologe bekannt war, und in Berlin bei Karl Asmund Rudolphi. Er befasste sich mit vergleichender Anatomie zunächst von Insekten, wurde aber bekannt durch eine Abhandlung über Medusen (1816). 1817 wurde er mit einer Dissertation über die Anatomie von Insekten und Würmern promoviert. Danach erhielt er ein königlich-dänisches Stipendium für eine Italienreise.

## Laufbahn
Auf Empfehlung von Rudolphi wurde Gaede 1818 der erste Professor für Naturgeschichte (Botanik, vergleichende Anatomie, Mineralogie, Geologie, Zoologie) an der neu gegründeten Universität Lüttich und Direktor des Botanischen Gartens der Universität. Er veröffentlichte 1828 einen Katalog der Pflanzen des dortigen Botanischen Gartens. 1822/23 war er Rektor der Universität. Sein Lehrstuhl, den sein enger Mitarbeiter Richard Courtois haben wollte, war wegen einer Erkrankung Gaedes und durch die Ereignisse in Belgien 1830 (Belgische Revolution) bedroht. Gaede hielt sich aber noch bis zu seinem frühen Tod auf dem Lehrstuhl.
Er war tief religiös (ursprünglich erwog er, Pastor zu werden) und setzte sich für den Tierschutz ein.

## Mitgliedschaften
1819 wurde Gaede Mitglied der Leopoldina. Er hinterließ eine Insektensammlung, ein Herbarium von fast 5800 Pflanzen und eine Mineraliensammlung, die die Universität Lüttich erwarb.
Gaede war Mitglied und erster Präsident der Gesellschaft für Gartenbau in Lüttich. Hier wie auch im Botanischen Garten arbeitete er mit Richard Courtois zusammen.

## Schriften
- Beiträge zur Anatomie und Physiologie der Medusen, nebst einem Versuch einer Einleitung ueber das, was den alten Naturforschern in Hinsicht dieser Thiere bekannt war, 1816
- Beiträge zur Anatomie der Insekten. Altona, J. F. Hammerich, 1815
- Stilleben aus dem inneren Leben. Kiel, Universitätsbuchhandlung, 1833